# Renan Victor da Silva
Renan Victor da Silva (Itapevi, 19 de maio de 2002) mais conhecido como Renan, é um futebolista brasileiro que atua como zagueiro e lateral-esquerdo. Atualmente, joga pelo Shabab Al-Ahli.

## Carreira

### Palmeiras

#### Base
Renan chegou ao Palmeiras em 2015, e ganhou vários títulos pela categoria de base do Alviverde. Entre eles, a Copa do Brasil e o Mundial de Clubes, pelo sub-17. Pela Seleção Brasileira de Futebol Sub-17, venceu a Copa do Mundo sub-17.

#### Profissional
O zagueiro começou a ser relacionado pelo técnico Vanderlei Luxemburgo na temporada de 2020. Fez sua estreia em outubro, em derrota para o Coritiba, no Allianz Parque. Ainda no mesmo mês, teve seu contrato com o Palmeiras renovado até 2025. No final da temporada, sagrou-se campeão da Libertadores e da Copa do Brasil com o Alviverde.
Já pela temporada de 2021, Renan foi efetivado para o elenco principal pelo então técnico Abel Ferreira. Seu primeiro gol como profissional pelo Palmeiras foi em abril, e deu a vitória do Alviverde contra o Universitário, do Peru, em partida válida pela fase de grupos da Libertadores de 2021. Recebeu o prêmio de revelação do Campeonato Paulista 2021.

### Empréstimo ao Bragantino
Em abril de 2022, Renan foi emprestado ao Red Bull Bragantino até o final da temporada. Sua estreia foi na primeira rodada do Campeonato Brasileiro, contra o Juventude, onde a partida terminou empatada por 2–2; Renan fez o segundo gol do Bragantino.

### Shabab Al-Ahli
Livre no mercado após rescisão de contrato com o Bragantino e o Palmeiras, Renan obteve autorização para deixar o país para retomar sua carreira e assinou contrato com o Shabab Al Ahli, dos Emirados Árabes Unidos.

## Vida pessoal
Na manhã de 22 de julho de 2022, Renan se envolveu em um acidente quando dirigia seu carro pela rodovia estadual Alkindar Monteiro Junqueira, entre Itatiba e Bragança Paulista, por volta das 6h40. Segundo informações preliminares, o veículo teria invadido a faixa contrária da pista e batido em uma motocicleta, guiada por Elizer Pena, que faleceu no local. O jogador foi preso horas depois e autuado em flagrante por homicídio culposo. Renan pagou fiança de R$242 mil e obteve liberdade provisória. Em 2 de agosto, teve seu contrato de empréstimo com o Bragantino rescindido, assim como o contrato com o Palmeiras, ambos por justa causa.

## Títulos
Palmeiras
- Copa Libertadores da América: 2020 e 2021
- Copa do Brasil: 2020
- Recopa Sul-Americana: 2022
- Campeonato Paulista: 2022

Shabab Al-Ahli
- UAE League: 2022–23

Seleção Brasileira
- Copa do Mundo FIFA Sub-17: 2019

### Prêmios individuais
- Revelação do Campeonato Paulista: 2021